# Rebecca Hall

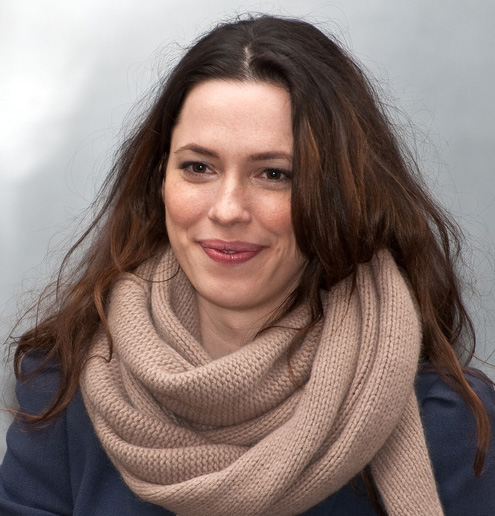
Rebecca Hall na Berlinale (2010)

Rebecca Hall (ur. 3 maja 1982 w Londynie) – brytyjska aktorka, nominowana w 2008 roku do Złotego Globu za rolę w filmie Vicky Cristina Barcelona.

## Życiorys
Córka reżysera Petera Halla oraz śpiewaczki operowej Marii Ewing (małżeństwo rozpadło się, gdy Rebecca miała pięć lat). Hall uczęszczała do Roedean School, gdzie została wybrana na prefekta. Później Hall studiowała literaturę angielską w St Catharine’s College na Uniwersytecie Cambridge. Rebecca ma starszego brata Edwarda, który został reżyserem, oraz siostrę Lucy, która jest scenografem.
Pierwszą rolę zagrała w 1992 w produkcji swojego ojca The Camomile Lawn. Do filmu powróciła w 2006, grając w filmie Miłosna układanka u boku Jamesa McAvoya i Dominica Coopera. W tym samym roku wystąpiła w wysokobudżetowym Prestiżu według książki Christophera Priesta i w reżyserii Christophera Nolana. Hall partnerowała takim gwiazdom jak Hugh Jackman, Christian Bale, Michael Caine czy Scarlett Johansson.
Dwa lata później Hall wzięła udział w projekcie Woody’ego Allena Vicky Cristina Barcelona, ze Johansson, Penélope Cruz i Javierem Bardemem. Za rolę w tym filmie Hall została nominowana do Złotego Globu w kategorii najlepsza aktorka w filmie komediowym lub musicalu.
W tym samym roku Hall wystąpiła również w filmie Frost/Nixon w reżyserii Rona Howarda. Film został również nominowany do Złotego Globu (w pięciu kategoriach), lecz już bez nominacji dla Hall.
W roku 2009 odbyła się premiera filmu Dorian Gray według powieści Oscara Wilde’a. Rebecca Hall partneruje tam m.in. Benowi Barnesowi, Colinowi Firthowi, Emilii Fox i Rachel Hurd-Wood. W 2011 roku Hall dostała główną rolę w filmie Szepty (jako Florence Cathcart).
Zasiadała w jury konkursu głównego na 74. MFF w Wenecji (2017) oraz na 75. MFF w Cannes (2022).
W 2018 roku ogłoszono, że Hall napisała scenariusz filmu Passage, który ma być jej debiutem reżyserskim.

## Filmografia
| Rok     | Film                                      | Rola                       | Uwagi              |
| ------- | ----------------------------------------- | -------------------------- | ------------------ |
| 1992    | The Camomile Lawn                         | młoda Sophy                | serial telewizyjny |
| 1993    | Świat królika Piotrusia i jego przyjaciół | Lucie (głos)               | serial animowany   |
| 1993    | Don't Leave Me This Way                   | Lizzie Neil                | film telewizyjny   |
| 2006    | Miłosna układanka                         | Rebecca Epstein            |                    |
| 2006    | Prestiż                                   | Sarah Borden               |                    |
| 2006    | Bezkresne morze Sargassowe                | Antoinette Cosway          | film telewizyjny   |
| 2007    | Rubberheart                               | Maggie                     | krótkometrażowy    |
| 2007    | Pałac Joego                               | Tina                       | film telewizyjny   |
| 2008    | Vicky Cristina Barcelona                  | Vicky                      |                    |
| 2008    | Frost/Nixon                               | Caroline Cushing           |                    |
| 2008    | Einstein i Eddington                      | Winifred Eddington         | film telewizyjny   |
| 2009 \| | Dorian Gray                               | Emily Wotton               |                    |
| 2009 \| | Wilcze prawo: 1974                        | Paula Garland              |                    |
| 2010    | Daj, proszę                               | Rebecca                    |                    |
| 2010    | Miasto złodziei                           | Claire Keesey              |                    |
| 2010    | Na sprzedaż                               | Samantha                   |                    |
| 2011    | Szepty                                    | Florence Cathcart          |                    |
| 2012    | Żądze i pieniądze                         | Beth Raymer                |                    |
| 2013    | Iron Man 3                                | Maya Hansen                |                    |
| 2014    | Transcendencja                            | Evelyn Caster              |                    |
| 2015    | Nie ma mowy!                              | Hannah                     |                    |
| 2015    | Dar                                       | Robyn                      |                    |
| 2016    | Christine                                 | Christine Chubbuck         |                    |
| 2016    | BFG: Bardzo Fajny Gigant                  | Mary                       |                    |
| 2017    | Kolacja                                   | Katelyn Lohman             |                    |
| 2017    | Profesor Marston i Wonder Women           | Elizabeth Holloway Marston |                    |
| 2018    | Holmes i Watson                           | dr Grace Hart              |                    |
| 2019    | W deszczowy dzień w Nowym Jorku           | Connie Davidoff            |                    |
| 2020    | The Night House                           | Beth                       |                    |